# Grijskopmus
De grijskopmus (Passer griseus) is een zangvogel uit de familie van mussen (Passeridae) die voorkomt in Afrika.

## Kenmerken
De vogel is 14 tot 15 cm lang en weegt 18 tot 43 gram. Deze mus is asgrijs gekleurd op de kop en borst, naar de buik toe lichter grijs. De rug en de vleugels zijn bruin, grijsbruin op de rug en op de schouder kastanjebruin, verder een bruine staart. Rond het oog is de kop donkerder grijs, opvallend is verder een lichtgrijze, bijna witte keelvlek.

## Verspreiding en leefgebied
Deze soort komt voor in West- en Midden-Afrika en telt 3 ondersoorten:
- P. g. griseus: van Mauritanië en Senegal tot centraal en zuidelijk Kameroen, zuidelijk Tsjaad en noordelijk Gabon en het eiland Bioko.
- P. g. laeneni: oostelijk Mali door noordelijk Kameroen tot westelijk Soedan.
- P. g. ugandae: van Eritrea, noordwestelijk Ethiopië en oostelijk en zuidelijk Soedan tot Congo-Kinshasa, zuidelijk Gabon, noordelijk Namibië, noordelijk Zimbabwe en zuidelijk Malawi.

Het leefgebied bestaat uit agrarisch gebied in de buurt van menselijke nederzettingen, maar ook wel in half open savannelandschap.

## Status
De grootte van de populatie is niet gekwantificeerd. Men veronderstelt dat de soort in aantal stabiel is. Om deze redenen staat de grijskopmus als niet bedreigd op de Rode Lijst van de IUCN.